# Muerte monástica
Muerte monástica o muerte de monasterio (en alemán: Klostertod; en francés: mort civile des religieux) era una forma de muerte civil – la pérdida de la capacidad de obrar jurídica de personas vivas – conocida por el derecho anglosajón y continental. La muerte monástica ocurría en algunas jurisdicciones cuando una persona ingresaba a un monasterio o convento y profesaba la vida consagrada. Al ingresar a la orden religiosa, la persona era considerada muerta en el derecho privado. O sus herederos normales o el monasterio o convento heredaron todas sus posesiones.

## Jurisdicciones

### Derecho consuetudinario anglosajón
Según el antiguo derecho anglosajón consuetudinario, una persona viva podía, bajo ciertas condiciones, considerarse legalmente muerta (civiliter mortuus). Una categoría que resultaba en muerte civil era la profesión (las otras eran la abjuración y el destierro). Cuando una persona entraba en la vida monástica, quedaba muerta en la ley.
William Blackstone escribió en sus Comentarios sobre las leyes de Inglaterra del siglo XVIII que si una persona «entra en la religión, es decir, entra en un monasterio y se convierte en monje profeso», esa persona estaría «absolutamente muerta en la ley». Según Blackstone, una persona que ingresa a la vida monástica podría hacer su testamento y, de lo contrario, «moriría» intestado. La razón principal de esta muerte civil dada por Blackstone es que un monje renuncia a todas las preocupaciones seculares sobre su profesión y se aísla de la sociedad y, por lo tanto, tampoco debería disfrutar de sus protecciones legales.

### Derecho alemán
Un concepto de muerte en el monasterio (Klostertod) también era conocido por el derecho alemán. Según la ley medieval alemana (ley germánica), una persona que entraba en una orden sagrada era considerada muerta para el mundo. Así lo atestigua el Sachsenspiegel (Ldr. I, 25, 3) y el Schwabenspiegel (Ldr. I, 27). Con la entrada en el monasterio quedaba excluida la futura adquisición de propiedades para el propio monje o monja y para el monasterio o convento que los representaba.
El jurista alemán Otto von Gierke señaló que los territorios alemanes en los que el ius commune se aplicó no consideraba a un monje o monja civilmente muerto porque el Derecho Canónico católico no contenía tal regla y en cambio consideraba al monasterio o convento como el sucesor de la persona en la sagrada orden. Sin embargo, incluso en jurisdicciones en las que el ius commune aplicado, un monje carecía de capacidad para demandar y ser demandado como el de decidió todavía en 1892.
El derecho prusiano no siguió el ius commune, pero el punto de vista germánico anterior aún más estricto: las leyes estatales generales de los Estados prusianos (Allgemeines Landrecht für die Preußischen Staaten) de 1792 contenían normas detalladas sobre la muerte en el monasterio en su segunda parte, título 11, secciones 1167, 1199 a 1205. Parte II título 11 secciones 1199 y 1120 dicen:

§. 1199. Nach abgelegtem Klostergelübde werden Mönche und Nonnen, in Ansehung aller weltlichen Geschäfte, als verstorben angesehen.

§. 1199. Después de tomar los votos monásticos, los monjes y las monjas se consideran fallecidos en todos los asuntos mundanos.

§. 1200. Sie sind unfähig, Eigenthum oder andre Rechte zu erwerben, zu besitzen, oder darüber zu verfügen.

§. 1200 Son incapaces de adquirir, poseer o disponer de bienes u otros derechos.
—Parte II, Título 11, Artículos 1199 y 1120 de las leyes estatales generales de los Estados prusianos

El Reichsgericht consideró por última vez la muerte monástica en una decisión de 1893, en la que tuvo que aplicar la legislación rusa a la capacidad de obrar de una monja rusa y determinó que ésta tenía cierta capacidad jurídica. Con la entrada en vigor del Bürgerliches Gesetzbuch (Código Civil alemán) el 1 de enero de 1900 se abolió la muerte monástica en todo el Imperio alemán.

### Derecho francés
La muerte monástica (en francés: mort civile des religieux) fue una característica del derecho francés hasta el siglo XVIII. De manera similar a la distinción entre diferentes territorios alemanes, los juristas franceses discutieron si el monasterio sucedía al monje o a la monja o si la muerte civil de la persona en la sagrada orden resultó en la herencia de sus herederos naturales.
Después de la Revolución francesa y la introducción de Laïcité, el concepto de muerte monástica fue abolido en la ley francesa. No fue restaurado bajo el Code Civil napoleónico; aunque el Code Civil originalmente contenía un artículo que trataba exclusivamente de mort civile (Artículo 25), la entrada en un monasterio o convento no daba lugar a ello.

### Derecho Canónico católico
Una forma de muerte monástica todavía forma parte del Derecho Canónico católico. Can. 668 § 5 del Código de Derecho Canónico de 1983 proclama que un «religioso profeso» pierde, en determinadas circunstancias, «la capacidad de adquirir y poseer». Adquisiciones «contrarias al voto de pobreza» son inválidas y los bienes adquiridos después de la profesión pertenecen a la orden religiosa. La principal razón religiosa detrás de esto es que uno de los consejos evangélicos es el consejo de la pobreza.
Sin embargo, la pérdida de la capacidad jurídica no se produce automáticamente si una persona ingresa en una orden religiosa. Sólo ocurre cuando la orden religiosa específica exige la renuncia total de los bienes antes de la profesión perpetua (can. 668 § 4). Después de esta renuncia total, el religioso profeso pierde su capacidad jurídica (capacitas acquirendi et possidendi). Lo que adquiere después de la renuncia se transfiere inmediatamente a la orden religiosa respectiva.

§ 5. A professed religious who has renounced his or her goods fully due to the nature of the institute loses the capacity of acquiring and possessing and therefore invalidly places acts contrary to the vow of poverty. Moreover, whatever accrues to the professed after renunciation belongs to the institute according to the norm of proper law.
—Can. 668 § 5 del Código de Derecho Canónico de 1983